# Armée populaire de la République
Pour les articles homonymes, voir Armée républicaine, Armée populaire et EPR.
L'Armée populaire de la République (Ejército Popular de la República en espagnol, ou EPR) est le nom qui fut adopté pour désigner les forces terrestres de la Seconde République espagnole, après la réorganisation d'octobre 1936. Celle-ci avait été rendue nécessaire par la rébellion d'une grande partie de l'armée de la république et de ses cadres lors du coup d'État des 17 et 18 juillet 1936, qui formaient le camp « nationaliste » (bando nacional en espagnol).
Les autorités de la république s'appuyèrent sur les cadres subsistants de l'ancienne armée, auxquels ils adjoignirent les hommes des milices apparues dans les premiers mois de la guerre d'Espagne (républicains espagnols).

## Origines (juillet-septembre 1936)

### Effondrement de l'armée et organisation des milices
Le coup d'État de juillet 1936 désorganisa les structures de l'armée espagnole, qui se retrouva divisée entre les unités restées loyales au gouvernement républicain et celles qui se liguèrent aux militaires soulevés. L'échec partiel du soulèvement, qui ne réussit pas à s'emparer complètement du pouvoir, l'effondrement de l'autorité et l'échec des négociations entre les deux camps mena à la guerre ouverte. Le gouvernement, dirigé par José Giral s'efforça alors de recréer une armée de volontaires, en s'appuyant sur les unités loyales de l'armée, avec un commandement professionnel. Mais à cause de l'éclatement de ces troupes et de l'urgence de la situation, il dut également avoir recours à la formation de milices populaires armées par les syndicats et les partis.
Des milices populaires s'armèrent dès le 17 juillet 1936, les syndicats ayant rapidement compris l'ampleur du soulèvement militaire. La CNT et la FAI formèrent ensemble les milices confédérales (milicias confederales) ; l'UGT et le POUM organisèrent leurs propres milices. On comptait, aux premiers jours de la guerre, plus de 100 000 miliciens dans toute l'Espagne : la moitié d'entre eux faisaient partie de la CNT-FAI, 30 000 de l'UGT, 10 000 du PCE, 5 000 du POUM (présent principalement en Catalogne). À ces milices ouvrières se joignirent environ 12 000 gardes d'assaut, quelques centaines de gardes civils, ainsi que plusieurs milliers de soldats et 200 officiers de l'armée.
Le ministère de la Guerre, dirigé par le général Castelló, forma l'Inspection générale des milices, chargée d'organiser, coordonner et ravitailler en matériel et en vivres les milices qui continuaient à se créer spontanément depuis le coup d'État. Cette tâche fut donnée au colonel d'artillerie Juan Hernández Saravia et une équipe d'officiers professionnels, tels que Luis Barceló Jover, Antonio Cordón García (es) et José Martín-Blazquez. Lorsque le général Castelló fut renvoyé, c'est Hernández Saravia qui devint le nouveau ministre de la Guerre.

### Échecs républicains
La situation devint particulièrement critique pour les partisans de la république lorsque, en août 1936, les nationalistes arrivèrent à faire traverser le détroit de Gibraltar à l'armée d'Afrique, avec le soutien aérien du Troisième Reich allemand et de l'Italie fasciste. Les forces de l'armée d'Afrique, composées de troupes régulières (les regulares) et de la légion espagnole, ne tardèrent pas à mettre en déroute les groupes de soldats, miliciens et paysans qu'elles affrontaient.
À la fin de la campagne d'Estrémadure, qui se solda par les défaites républicaines de Mérida et de Badajoz, les nationalistes se retrouvèrent à la fin du mois d'août aux portes de Madrid. Le gouvernement républicain ne fut sauvé que par la décision de Francisco Franco de détourner ses troupes vers Tolède, afin de libérer les assiégés de l'Alcázar.

## Création de l'armée populaire (28 septembre 1936-18 octobre 1936)

### Enjeux d'une armée populaire
Le gouvernement républicain se rendit cependant compte que le spectre d'une défaite militaire totale était proche, car ses forces étaient bien inférieures, sinon en nombre, du moins en efficacité, aux troupes nationalistes. Aussi fut formé un gouvernement d'unité regroupant toutes les forces démocratiques représentées aux Cortes et les organisations syndicales (CNT et UGT) : cette unité politique devait être à la base de la fondation de la nouvelle armée. Francisco Largo Caballero, nouveau président du Gouvernement se fixa comme objectif principal la défense de la république et la victoire sur les militaires rebelles, surnommant son cabinet le « gouvernement de la Victoire » (Gobierno de la Victoria).
Les milices avaient été organisées, jusque-là, sur la volonté des syndicats et des partis politiques, principalement ceux qui composaient le Front populaire, mais il n'y avait pas encore de coordination efficace entre elles. Un des premiers gestes fut le versement d'un salaire de dix pesetas par mois à tous les miliciens, mais le gouvernement n'en a pas gagné plus d'autorité sur eux.
Le président du Conseil, Largo Caballero, fut des premiers à comprendre qu'il était important pour gagner la guerre d'organiser une armée disciplinée et de soumettre les milices à une véritable discipline militaire. La formation de l'Armée populaire régulière (Ejército Popular Regular ou EPR) fut donc l'une des premières tâches du nouveau gouvernement de la Victoire, mais ce ne fut pas sans peine. L'armée était considérée comme responsable du déclenchement du soulèvement ; de plus, l'un des thèmes favoris des insurgés était justement le retour de l'Espagne à un ordre militaire. Aussi une grande partie de la population espagnole et des miliciens restait méfiante vis-à-vis des militaires, même restés fidèles à la république.

### Premières réformes (28 septembre 1936-16 octobre 1936)
La restructuration commença par le ministère de la Guerre lui-même, qui disparut au profit d'un nouveau ministère de la Défense nationale. La charge du ministère en fut assumée par le président du Gouvernement lui-même. Le 28 septembre, le gouvernement décida par décret de permettre aux officiers des milices d'accéder aux cadres du commandement de l'armée. Caballero entendait briser ainsi les réticences des chefs des milices à la militarisation. L'un de ses objectifs était également de garantir une continuité dans les promotions et l'équivalence entre les différentes unités combattant pour la république.
Par les décrets du 30 septembre et du 7 octobre, le gouvernement ordonna la mobilisation de toutes les classes de 1932 à 1935. Les nouvelles recrues furent alors affectées exclusivement à grossir les rangs de l'armée, et non pas des milices. Cela devait permettre à l'armée de reprendre du poids face aux milices. De plus, elle n'était plus composée uniquement de volontaires, mais également d'appelés.
Le 16 octobre fut créé le commissariat à la Guerre. Les commissaires politiques avaient comme mission de soutenir le moral des troupes, mais aussi d'assurer la coopération entre les officiers de l'armée et les miliciens, qui avaient une grande méfiance les uns pour les autres. Mais la création de ces commissaires politiques supposait également la subordination du militaire au politique, ce qui par la suite ne manqua pas de créer des conflits dans le commandement.
La discipline militaire fut peu à peu réintroduite, par diverses mesures : le 4 octobre fut rendu obligatoire le salut militaire, pour les militaires comme pour les miliciens ; l'Inspection des milices fut ensuite subordonnée au commandement des Opérations du Centre de l'Espagne ; les milices furent chapeautées par des Commandements des milices (Comandancia de Milicias) et une Junte des milices (Junta de Milicias). Le 20 octobre furent finalement supprimés les Commandements des milices et tous les régiments affiliés à des partis — dans les faits, on se contenta d'en limiter les effectifs.

### Création des brigades mixtes et internationales (16 octobre 1936-18 octobre 1936)
C'est le 16 octobre 1936 que fut publié dans la Gaceta de la República, organe des publications officielles de la république, l'ordre de création de la nouvelle Armée populaire régulière et la décision de militarisation des milices existantes.
Le 18 octobre furent créées les six premières brigades mixtes, qui devaient se substituer progressivement aux colonnes et aux milices autonomes. La première fut dirigée par le colonel communiste Enrique Líster, la seconde par Jesús Martínez de Aragón, la troisième par José María Galán, la quatrième par Eutiquiano Arellano, la cinquième par Fernando Sabio (es) et la sixième par Miguel Gallo Martínez (es).
Les brigades internationales commencèrent également à être organisées à cette date, avec les combattants volontaires du monde entier. Ils étaient entraînés et avaient leur quartier général à Albacete. À la fin du mois du mois de novembre, ce furent 80 000 hommes qui y étaient agrégés.
Jusqu'au 30 octobre, il ne fut pas décidé de mobiliser dans l'armée la population masculine âgée de 20 à 45 ans.

### Engagements (1936-1939)

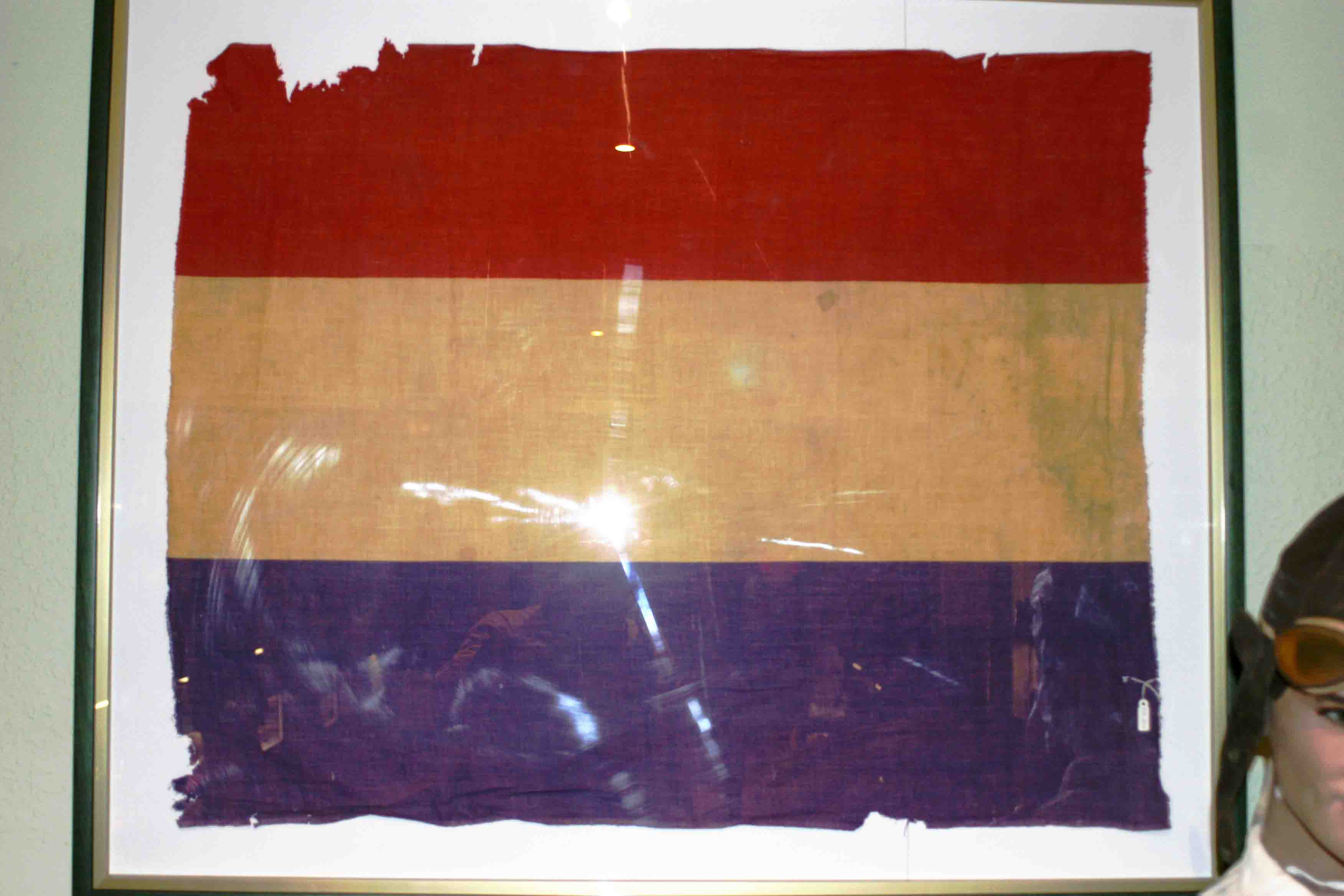
Drapeau de l'Armée populaire utilisé durant la bataille de l'Èbre.

L'efficacité des brigades mixtes ne fut que progressive. L'arrivée des chars et des avions soviétiques permit d'équiper en armement récent les forces croissantes de la république. Cependant, lors des combats de la Sierra de Madrid, ce sont les milices encore existantes qui arrêtèrent les troupes nationalistes, tandis que les unités des brigades mixtes n'offraient qu'une faible résistance. La première et la troisième brigades mixtes entrèrent au combat précipitamment lors de la bataille de Madrid, dans laquelle les partis et les syndicats mobilisèrent tous les hommes disponibles, afin de soutenir l'armée. On y vit ainsi des bataillons formés intégralement de coiffeurs ou de cheminots qui n'avaient encore jamais tenu un fusil.
À ce moment, l'armée républicaine, quoique ayant un commandement apparemment unifié, n'était qu'un assemblage hétéroclite de brigades mixtes et de bataillons de combattants souvent sans expérience, mais aussi de miliciens luttant depuis les premiers jours de la guerre.

## Organisation

### Brigades mixtes

Reproduction du drapeau de la de l'Armée Populaire, conservé au musée de la Guerre civile de Tabar (Navarre). Cette unité, créée en mai 1937, combattit sur les fronts de Belchite, d'Aragon, de l'Èbre et de Catalogne.

L'organisation de l'armée reposait principalement sur les brigades mixtes, composées de quatre bataillons organisés, dans un premier temps, selon des affinités syndicales ou politiques. Au cours de la guerre, les brigades mixtes furent intégrées en régiments, divisions, corps d'armée et armées.
Selon l'organisation d'octobre 1936, chaque brigade mixte comptait environ 4 000 combattants (150 officiers et 3 700 hommes de troupe et sous-officiers). Ils étaient répartis comme suit :
- quatre bataillons d'infanterie, composés chacun de quatre compagnies de fusiliers, une de mitrailleuses et un peloton de mortiers ;
- un escadron motorisé ;
- quatre batteries d'artillerie légère (75 mm) et une batterie d'artillerie lourde (105 mm) ;
- une compagnie de sapeurs ;
- une colonne de munitions ;
- des unités de transmission, d'intendance et de santé.

À partir de la fin du mois de juin 1937, l'organisation des brigades mixtes fut modifiée, chaque brigade étant composée de 134 officiers, 32 commissaires politiques et 4 000 sous-officiers et hommes de troupe :
- quatre bataillons d'infanterie, composés chacun de quatre compagnies de fusiliers, une de mitrailleuses et un peloton de mortiers ;
- un peloton motorisé ;
- une batterie d'artillerie légère (75 mm) ;
- une compagnie de sapeurs ;
- une colonne de munitions ;
- des unités de transmission, d'intendance et de santé.

La dernière réorganisation met en lumière les défauts dont souffrit durant toute la guerre l'armée républicaine : un manque d'unités motorisées et une faible artillerie. Cela nuit souvent à l'efficacité de l'armée, qui manqua souvent de rapidité de réaction.
Le 27 novembre furent créés les trois premières divisions et les deux premiers corps d'armée (il y en eut jusqu'à 77 et 24 respectivement, mais certains de ces regroupements furent assez éphémères).

#### Grandes unités de l'Armée populaire
XVIIIe brigade mixte : formée début 1937 bataille de la Jarama février 1937
- 26e division ; formation anarchiste dite des « Amis de Durruti » ; également appelée « Colonne Durruti ».
- 29e division ; regroupe les brigades mixtes du POUM.

IVe corps d'Armée Colonel Jurado, Bataille de Guadalajara 9 mars 1937
- 11e division (Major Lister) formée des XIe brigade internationale, 1re Brigade mobile de choc (future 10e brigade mixte) commandant Valentin Gonzalez dit « El Campesino », Brigade basque et 1re brigade « Bis » mixte (future 9e brigade mixte)
- 14e Division Cipriano Mera composée de la XIIe brigade internationale et 65e brigade mixte et 70e brigade mixte (formée à partir des 1er, 2e, 3e et 4e bataillons de la CNT). Transférée de la 11e division à la 14e début mars.

### Brigades internationales
octobre 1936 :
- XIe Brigade internationale

Drapeau des Brigades internationales, avec l'étoile à trois pointes.

  - 1er bataillon « Edgar André » (volontaires en majorité allemands « Hans Beimler »)
  - 2e bataillon « Commune de Paris » (volontaires franco-belges en majorité, passe ensuite à la XIVe brigade internationale)
  - 3e bataillon « Dabowsky » (volontaires polonais, hongrois et yougoslaves, passe ensuite à la XIIe, à la 150e et à la XIIIe Brigade internationale)

Novembre 1936 :
- XIIe Brigade internationale
  - 1er bataillon « Thaelmann » (volontaires allemands en majorité, passe ensuite à la XIe brigade Internationale)
  - 2e bataillon « Garibaldi » (volontaires en majorité italiens)
  - 3e bataillon « André Marty » (volontaires en majorité franco-belges, passe à la 150e à la XIIe puis à la XIVe Brigade internationale)

Décembre 1936 :
- XIIIe Brigade internationale
  - 1er bataillon « Louise Michel » (volontaires franco-belges, passe à la XIVe) « Dombrowski »
  - 2e bataillon « Tchaipaiev » (volontaires des Balkans, passe à la 129e Brigade)
  - 3e bataillon « Henri Vuillemin » (volontaires franco-belges, passe à la XIVe brigade)
  - 4e bataillon « Mickiewicz, Palafox » (volontaires polonais)

Décembre 1936 :
- XIVe Brigade internationale
  - 1er bataillon « 9 nations », passe à la commune de Paris « Marseillaise »
  - 2e bataillon « Domingo Germinal » (formé à partir des jeunesses anarchistes espagnoles)
  - 3e bataillon « Henri Barbusse » (volontaires français)
  - 4e bataillon « Pierre Brachet » (volontaires français)

Février 1937 :
- XVe Brigade internationale
  - 1er bataillon « Dimitrov » (volontaires yougoslaves passe, à la 129e puis la XIIIe Brigade internationale)
  - 2e bataillon « Britanniques » (volontaires de Grande-Bretagne)
  - 3e bataillon « Lincoln, Washington, Mackensie-Papineau » (volontaires américains et canadiens)
  - 4e bataillon « 6 février » passe à la XIVe brigade internationale (volontaires majoritairement français)

Juin-juillet 1937 :
- 150e Brigade internationale
  - 1er bataillon « Rakosi » (volontaires hongrois)
  - 2e bataillon passe à la XIIIe brigade internationale
  - 3e bataillon
- 129e brigade internationale
  - 1er bataillon « Mazarik » (volontaires tchèques et bulgares, rattaché à la 45e division)
  - 2e bataillon « Djakovich » (volontaires yougoslaves)
  - 3e bataillon « Dimitrov » (volontaires des Balkans, rattaché à la 86e brigade de l'armée républicaine : bataillon international du colonel Morandi)

On estime entre 8 500 à 10 000 le nombre de Français, dont 3 000 morts au combat ; près de 4 000 à 5 000 Allemands et Autrichiens dont 1 500  à   2 000 morts au combat ; 4 000 à 3 000 Italiens ; 2 800 à 2 200 Américains dont près de 900 tués ; 2 000 volontaires britanniques dont près de 500 auraient été tués et 1 200 blessés ; 1 000 Canadiens ; 1 500 à 1 200 Yougoslaves ; 1 000 Hongrois ; et 1 000 venant Norvège, Suède ou Danemark ; 5 000 de nationalités non définies précisément.
(Sources "Épopée d'Espagne", Spaniches Tagebuch, Ferrara, Zilliacus, Rust, alec Digges "association des Brigades internationales", Hugh Thomas, Histoire de la guerre d'Espagne, 1961)
La plupart des combattants étrangers volontaires étaient intégrés aux brigades internationales, arborant le drapeau de la république et l'étoile rouge à trois pointes.

### Chefs militaires
- José Miaja
- Vicente Rojo Lluch
- Enrique Líster
- Juan Modesto
- Segismundo Casado
- Cipriano Mera
- Ignacio Hidalgo de Cisneros
- Enrique Castro Delgado
- Manuel Tagüeña
- Etelvino Vega
- Juan Hernández Saravia
- Gustavo Durán
- Amado Granell